# 2014年昆明小学踩踏事故
2014年9月26日下午14时30分许，云南省昆明市盘龙区明通小学发生踩踏事故，造成6名学生死亡、26人受伤。

## 经过
事发当日，该学校体育老师将两块教学用的海绵垫，临时靠墙放在学生午休宿舍楼一楼单元过道处。起床号拉响后，一二年级学生返回教室，下楼时其中一块原本靠墙的垫子，倒在一楼过道处堵塞前路，前面的学生经过海绵垫时跌倒，导致后面的学生不明情况，继续向前拥挤，互相叠加挤压后引发严重伤亡。

## 后续

### 责任追究
昆明市教育局副局长王坚、盘龙区政府副区长陆佳，因在校园安全监督管理工作中存在严重失职等问题，被昆明市纪委监察局停职检查。
盘龙区委决研究决定，给予盘龙区教育局局长李谦、盘龙区拓东街道办事处分管安全生产的副主任石玉、明通小学校长李岚停职检查；免去盘龙区教育局分管校园安全工作的李章副局长职务、免去盘龙区明通小学分管校园安全工作的杨霖副校长职务。
昆明市公安机关对该校校长李岚、分管校园安全工作的副校长杨霖、体育老师李鹏程三人，以涉嫌教育设施重大安全事故罪，依法刑事拘留。

### 善后处理
亲临现场指挥事故处置工作的昆明市委书记高劲松，要求全力抢救受伤学生，做好伤亡学生家属的善后工作，尽快恢复学校正常的教学秩序。同时，昆明市成立了事故处置工作领导小 组，要求迅速查明原因，查处事故责任人，在全市校园进行安全隐患的排查工作。明通小学暂时停课，直至国庆后恢复，昆明市其余学校正常上课，并进行安全教育。

### 家属不满
9月28日上午，遇难学生家长聚集在明通小学门口，举着横幅和遇难学生的照片讨说法。